# Вікторія Нуланд
Вікто́рія Джейн Ну́ланд (англ. Victoria Jane Nuland; нар. 1 липня 1961, Нью-Йорк, США) — американська дипломатка та політична діячка. В адміністрації Байдена — заступниця Державного секретаря США з політичних питань (з квітня 2021 по березень 2024 року); це третя за значущістю посада у Держдепі. В адміністрації Обами була речницею Державного департаменту США (2011—2013) та помічницею Державного секретаря США у справах Європи та Євразії.

## Життєпис
Народилася першою з чотирьох дітей в сім'ї лікаря-хірурга, професора біоетики та історії медицини Єльського університету Шервіна Б. Нуланда. Дідусь і бабуся Нуланд були єврейськими емігрантами, які на початку XX ст. виїхали з Бессарабії, яка тоді належала Російській імперії, і мали прізвище Нудельман. 1947 р. батько Вікторії офіційно змінив прізвище на Нуланд.
1983 року закінчила Браунський університет, де вивчала політичні науки, історію та російську літературу.
Володіє російською, французькою та трохи китайською мовами. Одружена з відомим неоконсервативним ідеологом та політичним експертом Робертом Каганом.

## Кар'єра

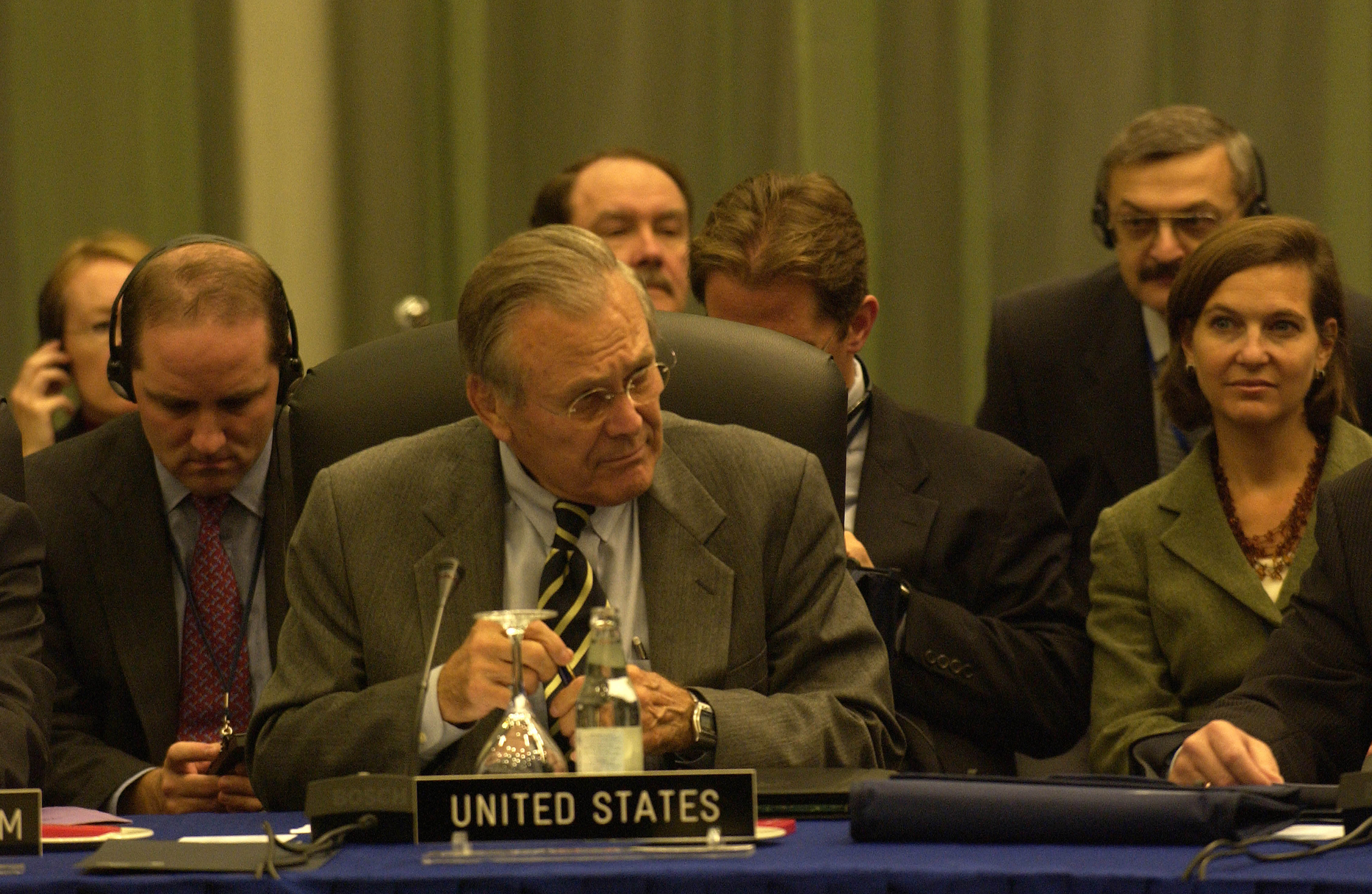
Міністр оборони Дональд Рамсфелд та Вікторія Нуланд на консультаціях НАТО та України у Вільнюсі, Литва, 24 жовтня 2005

Перебуваючи на дипломатичній службі в штаті Держдепартаменту США, працювала в американському консульстві у Гуанчжоу (Китай) (1985—1986), у бюро Держдепартаменту зі Східної Азії та Тихого океану (1987), посольстві США в Улан-Баторі, (Монголія) (1988—1990), посольстві США в Москві (1991—1993).
У 1993—1996 була керівницею апарату заступника Держсекретаря США Строуба Телботта, де до її обов'язків входили і питання ядерного роззброєння України, Казахстану, Білорусі, політика щодо Боснії та Косово.
У 1997—1999 — заступниця спецпредставника Держдепартаменту США у справах країн колишнього Радянського Союзу, відповідала за політику США щодо Росії та країн Кавказу. За це міністр оборони нагородив медаллю за роботу з росіянами під час Війни НАТО проти Югославії.
У 1999—2000 працювала в Раді з міжнародних відносин, де займалася дослідженням впливу антиамериканізму на відносини США з іншими великими світовими державами.
У 2000—2003 — заступниця постійного представника США при НАТО. На цій посаді після терактів 11 вересня 2001 року активно діяла, забезпечуючи підтримку Сполученим штатам з боку союзників по Альянсу, наполягаючи на застосуванні статті 5 свого Статуту НАТО («напад на одного союзника є нападом на всіх»). Відстоювала ідею розширення Альянсу (до якого тоді долучилися сім нових членів), брала участь у створенні Ради Росія — НАТО.
З липня 2003 року до травня 2005 року працювала в апараті віцепрезидента США Діка Чейні, де була першим заступником радника з національної безпеки й опікувалася глобальними проблемами, зокрема стратегією стосовно Іраку, Афганістану, Лівану і Близького Сходу.
У 2005—2008 роках — постійна представниця США при НАТО, працювала над зміцненням союзницької підтримки війни в Афганістані, опікувалася питаннями взаємин Росія-НАТО, глобального партнерства Альянсу та його розширення.
У 2008—2009 роках викладала на факультеті Національного військового коледжу.

### За часів адміністрації Обами

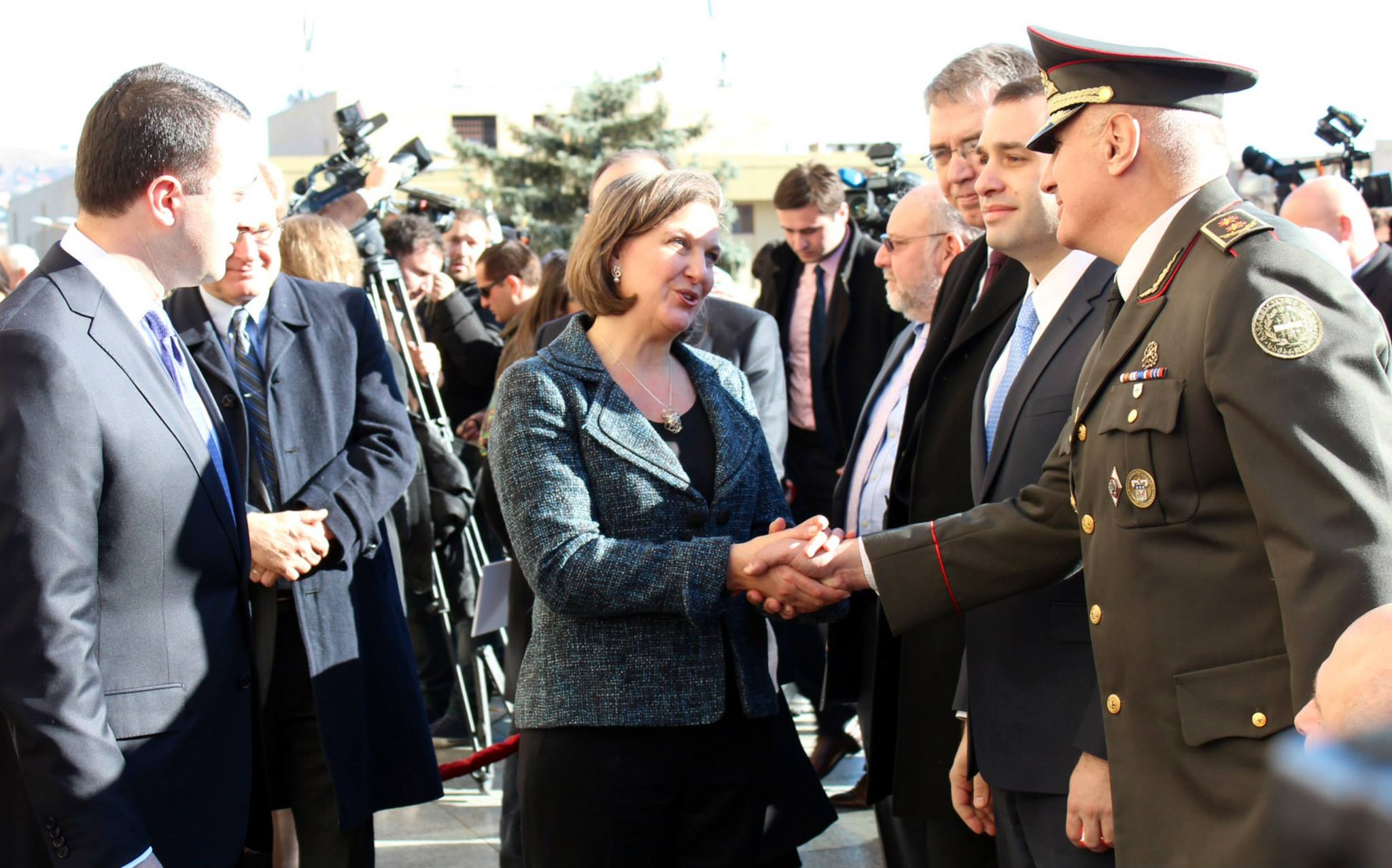
6 грудня 2013

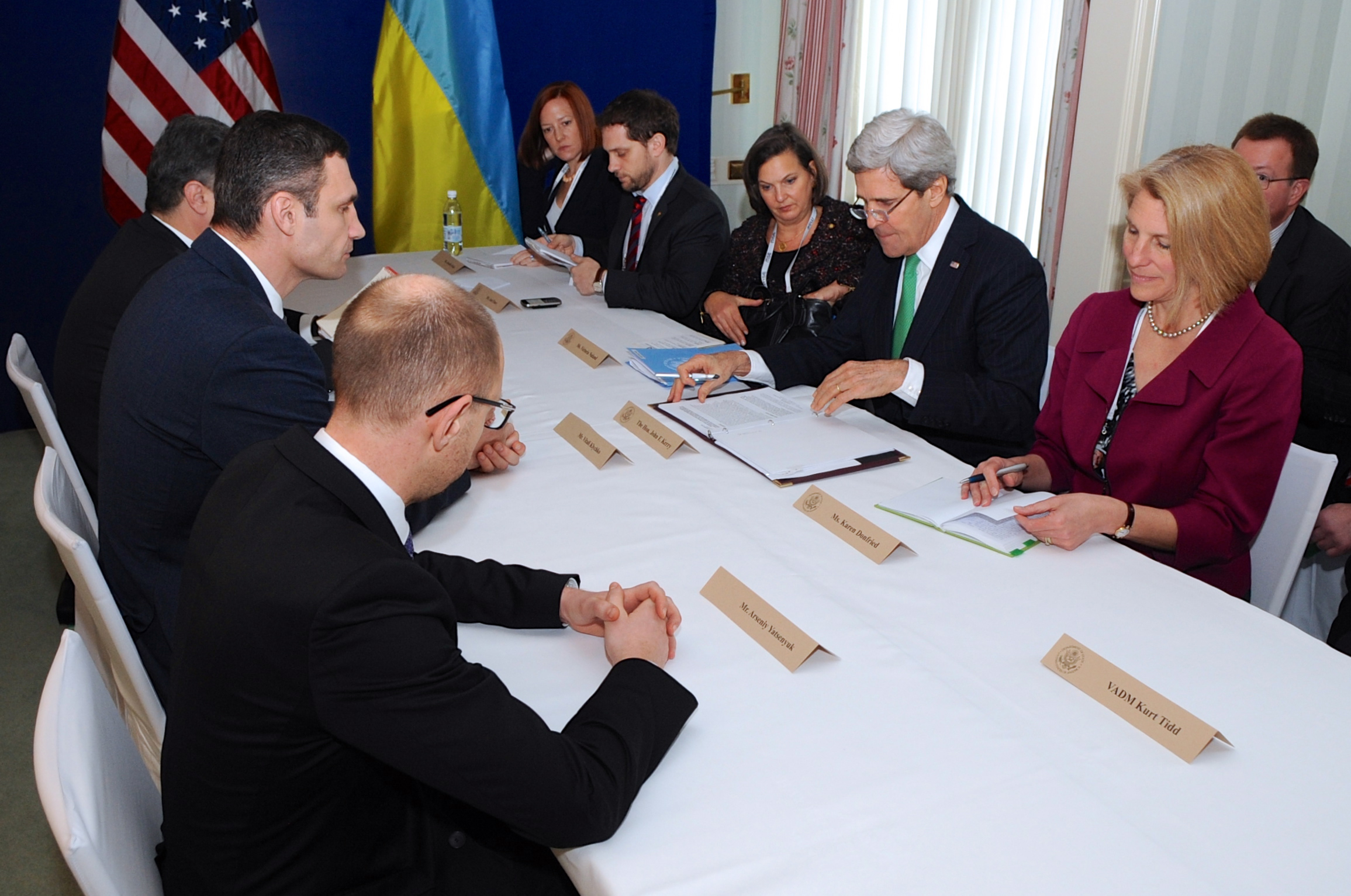
1 лютого 2014

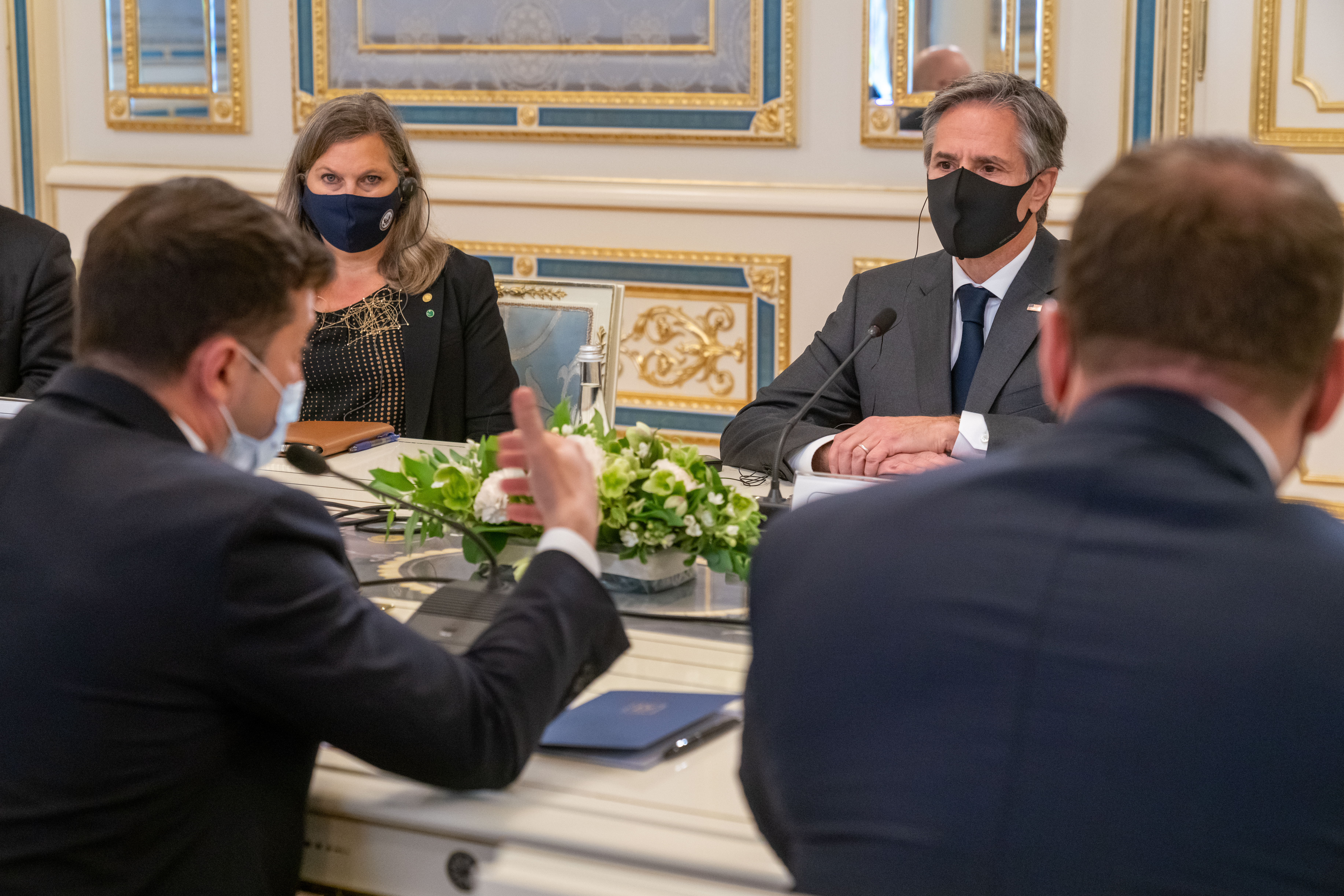
Травень 2021

З лютого 2010 року — спеціальна посланниця з питань звичайних збройних сил у Європі.
З літа 2011 року до травня 2013 — речниця Держдепартаменту США.
Із вересня 2013 до січня 2017 року — помічниця Держсекретаря США з питань Європи та Євразії. На цій посаді опікувалася дипломатичними відносинами США із 50 державами світу, НАТО, Євросоюзом та ОБСЄ. У цьому статусі 11 грудня 2013 року, під час Євромайдану відвідала Київ, де зустрічалась із тодішнім Президентом України Віктором Януковичем, а також побувала на Майдані Незалежності та поспілкувалася з учасниками протесту.

### Після відставки за часів адміністрації Трампа
Після перемоги на президентських виборах Дональда Трампа пішла у відставку і 9 січня 2018 року очолила аналітичну структуру «Центр нової американської безпеки» (англ. Center for a New American Security, CNAS).
Пропрацювала там до 1 лютого 2019 року та перейшла на посаду радниці у консультативній компанії Мадлен Олбрайт Albright Stonebridge Group та експерта аналітичного центру Brookings Institution, де працювала до нового призначення у Держдеп у складі команди Ентоні Блінкена.

### Повернення до Держдепартаменту за часів адміністрації Байдена
16 січня 2021 року Президент США Джо Байден визначився із низкою кадрових пропозицій, зокрема, запропонував призначити Нуланд заступницею Державного секретаря з політичних питань замість Девіда Гейла. 13 лютого офіційне представлення було спрямоване до Конгресу США.
15 квітня сенатський комітет із закордонних справ провів слухання щодо кандидатури Нуланд, 21 квітня комітет виніс схвальне рішення.
30 квітня 2021 року Сенат США затвердив кандидатуру Вікторії Нуланд на посаду заступниці Державного секретаря США з політичних питань.
5 березня 2024 року Нуланд подала у відставку з посади заступниця глави Держдепу США.

## Скандали та критика
У лютому 2014 року в інтернеті з'явився аудіозапис начебто перехопленої телефонної розмови Нуланд із тодішнім Послом США в Україні Джеффрі Паєттом. На запису голоси, що дуже схожі на голоси Нуланд і Паєтта, зневажливо відгукуються про спроби ЄС врегулювати кризу в Україні та відверто обговорюють переваги і недоліки трьох основних лідерів української опозиції. Голос, що нагадує голос Нуланд, у серцях вживає лайливе слово щодо характеристики ролі ЄС. За повідомленням Держдепартаменту США, Нуланд вибачилася перед партнерами по ЄС за лайку.

## Цікаві факти
Як повідомила сама Нуланд під час сенатських слухань,
- вона працювала із п'ятьма Президентами США та дев'ятьма Держсекретарями США;
- особисто на Красній площі у Москві спостерігала, як після розвалу СРСР знімають радянський прапор та підіймають російський.

Також Нуланд розповідала, що 1982 року була піонервожатою у дитячому таборі «Молода гвардія» в Одесі. Утім, повідомлення низки ЗМІ щодо того, що під час її роботи там сталася сутичка за участю Нуланд, є фейком.

## Сім'я
Одружена. Чоловік — Роберт Каган, американський історик, журналіст, політичний аналітик в Інституті Брукінгса. Має двох дітей — Ленні та Девіда.